# Víctor Manuel Gerena

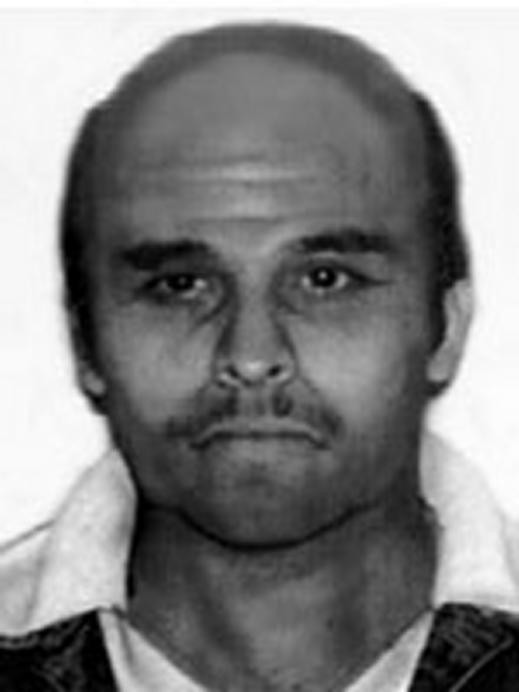
Gerenas Fahndungsfoto vom FBI mit seinem vermuteten Aussehen

Víctor Manuel Gerena (* 24. Juni 1958 in New York City, Vereinigte Staaten) ist ein mutmaßlicher US-amerikanischer Verbrecher, der seit 1984 als chronologisch 386. Person auf der Liste der zehn meistgesuchten Flüchtigen des FBI stand. Bis zu seiner Entfernung von der Liste nach 32 Jahren im Jahr 2016 gehörte er damit länger als jeder andere zu den zehn meistgesuchten Flüchtigen des FBI. Bis 2010 hielt diesen Rekord mit über 25 Jahren der mutmaßliche Polizistenmörder Donald Eugene Webb.
Laut Strafverfolgungsbehörden überfiel Gerena am 12. September 1983 einen Panzerwagen einer Sicherheitsfirma in West Hartford, Connecticut. Dabei soll er zwei Angestellte des Sicherheitsdienstes mit Waffengewalt in Handschellen gelegt und ihnen eine Substanz injiziert haben, die sie aber nicht betäubte wie beabsichtigt. Er erbeutete 7.000.000 Dollar der Wells Fargo Bank, der viertgrößten Bank in den Vereinigten Staaten. Der Raub wurde vermutlich durch Filiberto Ojeda Ríos angestiftet, den Anführer der militanten puerto-ricanischen Unabhängigkeitsbewegung Volksarmee Boricua, besser bekannt als Los Macheteros.
Seither ist Gerena vermutlich auf freiem Fuß und soll sich in Kuba aufhalten. Sein genauer Aufenthaltsort ist unbekannt.